# 榮泉
荣泉（？—？）钮祜禄氏，满洲镶黄旗人，清末外戚。

## 生平
荣泉为恩焘之子。光绪三十年十二月辛酉，袭三等承恩公。后委散秩大臣。宣统年间，出任资政院钦选议员。